# Ingo Mose
Ingo Mose (* 2. Juli 1957 in Bremen) ist ein deutscher Geograph, Professor für Regionalwissenschaften und Leiter der Arbeitsgruppe Angewandte Geographie und Umweltplanung an der Universität Oldenburg.

## Leben
Ingo Mose studierte Geographie, Germanistik und Politik für das Lehramt an Gymnasien an den Universitäten Osnabrück, Abteilung Vechta und Oldenburg. Im Anschluss daran war er von 1986 bis 1992 Wissenschaftlicher Mitarbeiter im Fachgebiet Geographie an der Universität Osnabrück, Standort Vechta, wo er 1987 mit einer Arbeit zum sanften Tourismus im Nationalpark Hohe Tauern promoviert wurde. 1993 folgte seine Habilitation über die eigenständige Regionalentwicklung als Entwicklungsperspektive für periphere ländliche Räume. Verschiedene Lehraufträge und Gastdozenturen führten Mose anschließend an die Keele University (Großbritannien), an die Fachhochschule Osnabrück sowie an die Universität Bremen. An der Universität Bremen leitete er von 1993 bis 1995 ein europäisches TEMPUS-Projekt zur Kultur- und Landeskunde als Grundlage der interkulturellen Verständigung. Zeitgleich verwaltete er von 1993 bis 1996 eine Professur für Sachunterricht an der Hochschule Vechta.
Von 1996 bis 1998 war Ingo Mose als Gastprofessor am Institut für Geographie und Regionalforschung der Universität Wien tätig, bevor einem Ruf auf die Professur für Regionalwissenschaften am Institut für Umweltwissenschaften an der Hochschule Vechta folgte. Mehrere Jahre fungierte er als dessen stellvertretender Direktor. Seit 2005 ist er auf einer Professur für Regionalwissenschaften am Institut für Biologie und Umweltwissenschaften an der Carl von Ossietzky Universität Oldenburg tätig.
Im Rahmen seiner Hochschullehrertätigkeit nahm Ingo Mose wiederholt Gastdozenturen im Rahmen des europäischen ERASMUS-Programms wahr. So lehrte er u. a. an der Universität Salzburg, der Staffordshire University (Großbritannien), der Södertörns University Stockholm, der Kingston University London sowie der Universität für Bodenkultur Wien.
Ingo Mose war 2010 Mitbegründer von ZENARiO, dem Zentrum für Nachhaltige Raumentwicklung an der Universität Oldenburg, und fungierte bis zu dessen Auflösung 2024 als dessen Direktor. In dieser Eigenschaft war er auch mehrere Jahre stellvertretender Direktor von COAST, dem Zentrum für Umwelt- und Nachhaltigkeitsforschung der Universität Oldenburg.

## Arbeit

### Forschung
Ingo Moses Forschungsschwerpunkte umfassen die Entwicklung ländlicher Räume in Europa, Konzepte und Strategien der Regionalentwicklung, Formen der Regional Governance, die europäische Gebietsschutzpolitik sowie räumliche Implikationen der Nachhaltigkeitstransformation.
Mose hat ein besonderes Interesse an qualitativen Methoden der Regionalforschung. Seine regionalen Arbeitsschwerpunkte liegen in Nordwestdeutschland, insbesondere in der Region des Wattenmeers, im Alpenraum, auf den Britischen Inseln und in Skandinavien.

### Lehre
Da es an der Universität Oldenburg das Fach Geographie nicht mehr gibt, lehrt Mose im Bachelorstudiengang Umweltwissenschaften sowie, vor allem, in den Masterstudiengängen Landschaftsökologie, Sustainability Economics and Management sowie Water and Coastal Management.

### Mitgliedschaften
Ingo Mose ist seit vielen Jahren Mitglied der Deutschen Akademie für Landeskunde und fungiert als Sprecher des Arbeitskreises Ländliche Räume in der Deutschen Gesellschaft für Geographie (DGfG). Er ist ferner Mitglied des Regionalforums Nordwest der Akademie für Raumentwicklung in der Leibniz-Gemeinschaft (ARL), Hannover. Seit seiner Tätigkeit in Oldenburg ist Ingo Mose Mitherausgeber der "Wahnehmungsgeographischen Studien" im BIS-Verlag, ferner fungiert er als Mitherausgeber der im LIT-Verlag erscheinenden Buchreihe "Ländliche Räume: Beiträge zur lokalen und regionalen Entwicklung".

## Politik
Mose gehört der Partei Bündnis 90/Die Grünen an und war von 1999 bis 2023 Mitglied im Beirat Neustadt (Bremen). Als nach der Bürgerschaftswahl in Bremen 2011, bei der auch die Beiräte gewählt wurden, die Grünen die stärkste Fraktion im Beirat der Neustadt bildeten und somit das Vorschlagsrecht für den Beiratssprecher hatten, wurde Ingo Mose in dieses Amt gewählt. Er übte dieses bis zu seinem Ausscheiden 2023 aus.